# William Palmer (teologo 1811-1879)
William Palmer (Mixbury, 1811 – Roma, 1879) è stato un teologo britannico.
Sostenne che la Chiesa anglicana si dovesse conciliare con la Chiesa ortodossa e tentò perciò di essere ammesso, senza successo, nella Chiesa russa.
Tornato in patria nel 1843, pubblicò vari libelli in difesa delle sue idee e continuò a perorare la sua causa. Nel 1855 si convertì al cattolicesimo.